# Christiane Gumpert
Christiane Gumpert (* 1935 in Königsberg) ist eine deutsche Malerin und Restauratorin.

## Werdegang
Christiane Gumpert begann ihre Ausbildung 1959 an der Werkkunstschule Würzburg. Von 1961 bis 1964 studierte sie Malerei an der Staatlichen Akademie der Bildenden Künste Karlsruhe und setzte ihr Studium von 1964 bis 1968 an der Hochschule der Künste Berlin fort. Von 1968 bis 1976 arbeitete sie als freiberufliche Freskenrestauratorin, unter anderem in der Würzburger Residenz. Seit 1975 lebt Gumpert in Frankfurt am Main.
Arbeiten von Christiane Gumpert befinden sich unter anderem im Neuen Museum Nürnberg und im Museum Wiesbaden sowie in privaten und öffentlichen Sammlungen, unter anderem der Städte Hannover und Frankfurt am Main.

## Künstlerisches Werk
Christiane Gumpert arbeitet an der Nahtstelle zwischen Abstraktion und Figuration. Ihre großformatigen Gemälde zeigen klar konturierte Strichformationen, in denen menschliche Formen und Naturereignisse ebenso erkennbar sind wie das ästhetische Spiel mit Farbe und Form. Ergänzt werden die Gemälde durch Skulpturen aus gebogenen und geschweißten Stahlstäben, die mit unbeschwerter Leichtigkeit zu tanzen scheinen und die Bilder in den dreidimensionalen Raum verlängern. Im Ausstellungskatalog von 1991 schreibt Friedhelm Mennekes dazu: „Christiane Gumpert arbeitet als Künstlerin dialektisch, visionär wie realistisch. Sie arbeitet in Bewegung. Alles ist in Spannung. Und doch ist jede Bewegung gebunden an die Statik eines Aufbaus. Diese Arbeiten sind abstrakt. Sie ziehen von der augenscheinlichen Realität zurück und sind doch zugleich figürlich gebunden an menschliche Form, Wesen und Erscheinung. Diese Arbeiten sind poetisch, und sie sind exakt. Diese Formen binden eben nicht nur einen Raum in eine bestimmte Form, sondern sie setzen den, der davorsteht, in die Lage, diesen Raum zu erweitern oder an sich heranzuziehen, so dass er selber darin steht.“

## Stipendien und Auszeichnungen
- 1981 Gastatelier in der Villa Romana, Florenz
- 1981 Reinhold-Kurth-Kunstpreis der Stadtsparkasse Frankfurt, Frankfurt am Main
- 1981/82 Stipendium Casa Baldi, Olevano bei Rom (Landhaus Villa Massimo)
- 1991/92 Gastatelier im Messeturm, Frankfurt am Main

## Ausstellungen (Auswahl)
| 1965       | Neues Forum 65, Kunsthalle Bremen                    |
| 1874/75/76 | Kunsthalle Nürnberg                                  |
| 1979       | Galerie Wiesmann, Frankfurt am Main                  |
| 1981       | Kunstverein Hannover                                 |
|            | Galerie Heberle, Frankfurt am Main                   |
| 1982       | Galerie Below, Stuttgart                             |
|            | Forum Stadtsparkasse, Frankfurt am Main              |
|            | Hessische Landesvertretung, Bonn                     |
|            | Frauenmuseum, Bonn                                   |
|            | Galerie Die Insel, Staufen/Br.                       |
| 1983       | Museum Wiesbaden                                     |
|            | Kunstverein Frankfurt am Main                        |
| 1984       | Galerie Bernauer Berg, Frankfurt am Main             |
|            | Kreissparkasse Esslingen-Nürtingen, Esslingen        |
| 1985       | Deutsche Bundesbank, Frankfurt am Main               |
| 1987       | Galerie Gottschalk-Betz, Frankfurt am Main           |
| 1988       | „Zug zur Kunst“, Deutsche Bahn AG, Frankfurt am Main |
| 1990       | Karmeliterkloster, Frankfurt am Main                 |
| 1991       | Galerie Condé, Paris (Goethe-Institut)               |
|            | Kommunale Galerie im Leinwandhaus, Frankfurt am Main |
|            | Art Frankfurt, Frankfurt am Main                     |
| 1992       | Art Aid, Frankfurt am Main                           |
|            | McCann-Ericson, Frankfurt am Main                    |
| 1993       | 1822-Forum Stadtsparkasse, Frankfurt am Main         |
| 1994       | Galerie Reuss, Wiesbaden                             |
| 2000       | Kunstverein Hochrhein, Bad Säckingen                 |
| 2001       | Deutsche Bundesbank, Frankfurt am Main               |